# Metachromadora parasitifera
Metachromadora parasitifera är en rundmaskart som beskrevs av Timm 1952. Metachromadora parasitifera ingår i släktet Metachromadora och familjen Desmodoridae. Inga underarter finns listade i Catalogue of Life.